# Deus otiosus

Un deus otiosus (en latin « dieu oisif », parfois traduit par « neutre ») est un dieu créateur qui n'agit plus ensuite sur le destin de ce qu'il a créé. Ces divinités sont présentes dans de nombreuses traditions (Brahma, An, la divinité baltique Dievas, divinités africaines…).